# Catostomus warnerensis
Catostomus warnerensis là một loài cá vây tia thuộc họ Catostomidae. Loài này chỉ có ở Hoa Kỳ.